# Potamochoerus
Potamochoerus (лат. Річкова свиня) — рід родини Свиневі (Suidae). Включає два види свиней, що мешкають в Африці на південь від Сахари, хоча чагарникова свиня, можливо, інтродукована людиною, зустрічається і на Мадагаскарі, і на навколишніх островах. На початку 20го століття виділяли до п'яти різних видів, а у 1970-тих роках об'єднали в один вид (P. porcus). Чагарникову свиню повторно виділили як окремий вид в 1993 році.
Найстаріші скам'янілості тварин, яких приписують до цього роду датуються серединою європейського пліоцену. Вважається, що рід виник десь в Євразії, і з середини плейстоцену можна прослідкувати появу сучасних видів. Натомість, молекулярно-філогенетичні дослідження показали, що рід відділився від гілки, що веде до великих лісових кабанів і бородавочників набагато раніше, ще в ранньому міоцені, між 11,9 і 5,6 мільйонами років тому. Ті ж самці дослідження показують, що два нині існуючих види розділились між 4,8 і 0,2 мільйонами років тому.

## Види

### Нині існуючі види
| Зображення | Наукова назва          | Звичайна назва    | Поширення                 |
| ---------- | ---------------------- | ----------------- | ------------------------- |
|            | Potamochoerus larvatus | Чагарникова свиня | Східна і Південна Африка. |
|            | Potamochoerus porcus   | Китицевуха свиня  | Ліси Гвінеї і Конго       |

### Вимерлі види
- †Potamochoerus magnus